# Metoac

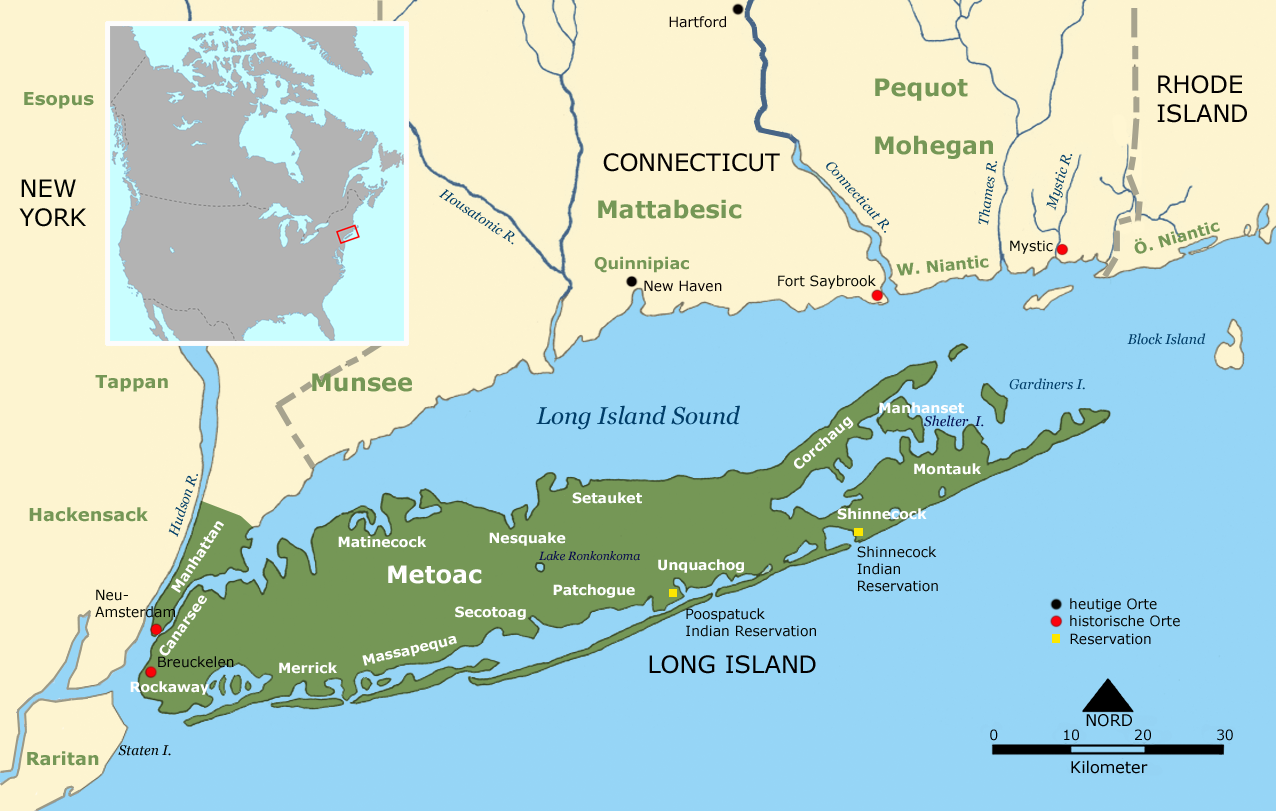
Wohngebiet der Metoac und benachbarter Stämme um 1600

Die Metoac oder Montauk waren Algonkin sprechende Indianer, die zu Beginn des 17. Jahrhunderts auf Long Island östlich der heutigen Stadt New York lebten und eine Konföderation aus einer Anzahl einzelner Stämme bildeten.

## Siedlungsgebiet und Name
Die Metoac lebten auf einer Insel von fast 200 Kilometer Länge ohne nennenswerte Erhebungen, die im 17. Jahrhundert von dichten, wildreichen Wäldern bedeckt und von sandigen Stränden umgeben war. Offenbar hatten sie keine Eigenbezeichnung. Man vermutet, dass Metoac Inselvolk heißt. Bei anderen Stämmen hießen sie Sewanakie, das bedeutet Salzwasservolk. Häufig werden die Metoac nach dem größten Stamm der Konföderation, den Montaukett, auch Montauk genannt. Weiterhin gab es nachweislich die Formen Mirrachtauhacky, ein von den Hudson-Munsee abgeleiteter holländischer Name, und Munnawtawkit, vermutlich die Narragansett-Bezeichnung für Montauk.

## Sprache
Die Metoac sprachen zwei verschiedene Dialekte des Ost-Algonkin. Die Sprache der Montauk und Shinnecock im östlichen Long Island war eng mit Idiom der Pequot, Mohegan, Narraganset und Niantic auf dem benachbarten Festland verwandt, während die Metoac-Stämme im zentralen und westlichen Teil der Insel einen Dialekt sprachen, der mit dem der Wappinger und Mattabesic auf der Ostseite des unteren Hudson Rivers vergleichbar war.

## Gruppen der Metoac
| Stamm                  | Siedlungsgebiet                                                 |
| ---------------------- | --------------------------------------------------------------- |
| Canarsee               | westliches Long Island, heutiges Brooklyn                       |
| Corchaug               | nordöstliche Spitze von Long Island                             |
| Manhanset              | nordöstliches Long Island, auf Shelter Island                   |
| Manhattan              | Insel Manhattan, heutiges New York City                         |
| Massapequa             | südwestliches Long Island an der South Oyster Bay               |
| Matinecock             | nordwestliches Long Island                                      |
| Merrick                | Südwestküste, heutiger Ortsteil Merrick                         |
| Montaukett, Montauk    | südöstliches Ende von Long Island                               |
| Nesquake               | Nordküste im zentralen Long Island, heutiger Ortsteil Smithtown |
| Patchogue              | Südküste im zentralen Long Island, heutiger Ortsteil Patchogue  |
| Rockaway               | Halbinsel an der Südwestküste, heutiger Ortsteil Queens         |
| Secatoag               | Südküste im zentralen Long Island                               |
| Setauket               | Nordküste im zentralen Long Island, heutiger Ortsteil Setauket  |
| Shinnecock             | Südostküste, westliche Nachbarn der Montaukett                  |
| Unquachog, Poosepatuck | Südküste im zentralen Long Island                               |

Jedoch muss hierbei beachtet werden, dass die Stämme der Lenni Lenape (Delaware), Wappinger, Mahican, Mattabesic sowie der Metoac wie bereits erwähnt alle den Östlichen Algonkin angehörten und sich somit kulturell als auch sprachlich von Außenstehenden kaum unterscheiden ließen.
Manche Historiker zählen die Manhattan, Nochpeem, Kichtawank, Rechgawawanc, Sintsink, Wechquaesgeek und Wappinger zu den Munsee (den sogenannten Nördlichen Delaware, einer Dialektgruppe der Lenni Lenape), die Hammonasset, Massaco, Menunkatuck, Paugussett, Podunk, Poquonock, Quinnipiac (auch Quiripi), Sicaog und Tunxis werden jedoch oft zu den Mattabesic gezählt.
Die Manhattan werden auch manchmal zu den Wappingern gezählt, während die Paugussett und Mattabesic oft als eigenständige Stämme oder Stammesgruppen angesehen werden.
Die Canarsee, Massapequa, Matinecock und Rockaway wiederum werden manchmal zu den Munsee oder Westlichen Metoac gezählt.

## Bevölkerung
Zu Beginn des 17. Jahrhunderts betrug die Gesamtzahl der Ureinwohner auf Long Island vermutlich mehr als 10.000 Menschen. Doch die Auswirkungen von häufigen Kriegen, verheerenden europäischen Epidemien und Abwanderung in den folgenden Jahren waren so dramatisch, dass es um 1659 nur noch 5 % dieser Zahl, also etwa 500 Metoac, auf Long Island gab. 1788 war ihre Bevölkerungszahl sogar auf 162 geschrumpft und der Zensus von 1910 ergab 167 Shinnecock, 29 Montaukett und einen Unquachog.

## Kultur
Die Stämme auf Long Island waren in ihrer Lebensweise nicht nur untereinander sehr ähnlich, sondern auch mit den Stämmen an der Südküste Neuenglands kulturell vergleichbar. Allerdings gibt es unter den Ethnologen keinen Konsens bezüglich ihrer Klassifikation. Die Metoac waren ein Ackerbau treibendes Volk, das die pflanzliche Nahrung mit der Jagd und dem Fischfang ergänzte. Obwohl sie in Dörfern lebten, gab es regelmäßige saisonale Umzüge zu den wichtigsten Nahrungsquellen im Wald, auf dem Feld und im Wasser. Die Dörfer waren überwiegend klein und kaum befestigt, bis sich nach 1630 die Lage änderte und sie einer ständigen Bedrohung durch andere Stämme ausgesetzt waren. Obwohl sie zeitweise in lockeren Konföderationen verbunden waren, stellt das Fehlen einer starken zentralen Führung ein Indiz dafür dar, dass es vor dem Kontakt mit Europäern kaum intertribale Konflikte gab. Das wichtigste Kulturmerkmal, das die Metoac von anderen Stämmen unterschied, war ihre führende Rolle beim Wampum-Handel der Ureinwohner untereinander.
Die Nordküste Long Islands war der Fundort für den besten Wampum-Rohstoff im gesamten amerikanischen Nordosten. In jedem Sommer sammelten die Metoac unzählige Muschelschalen am Strand, die man im Winter sorgfältig zu kleinen Perlen verarbeitete. Diese wurden zu langen Ketten aufgereiht und Wampompeag genannt, ein Begriff, den die Engländer später zu dem bekannten Wort Wampum verkürzten, während die Holländer Sewan dazu sagten. Von den Metoac aus kam der Wampum zunächst zu den benachbarten Mahican und wurde so von Stamm zu Stamm weitergereicht, bis er sogar die Stämme in den Black Hills in South Dakota weit im Westen erreichte. Die Stränge aus Muschelperlen entwickelten sich schließlich zu einem wichtigen Zahlungsmittel beim Handel der Ureinwohner Nordamerikas, doch sie wurden auch als persönlicher Schmuck geschätzt. Mit Mustern aus den verschiedenfarbigen Perlen konnten Informationen dargestellt werden, so dass Wampum in der Diplomatie an wichtige Ereignisse erinnerte und Abkommen oder Verträge gewissermaßen besiegelte.
Wampumperlen konnten weiß oder dunkel sein, wobei die dunklen von Tiefrot bis Schwarz variierten. Der Wert des dunklen Wampum betrug allgemein etwa das Doppelte des hellen. Die weißen wurden zumeist aus der 12 bis 15 cm langen Schnecken-Muschel der Gattung Venus buccinum angefertigt. Die dunkleren stellte man aus dem Gehäuse der Venus mercenaria her. Man reihte sie auf Tiersehnen oder Schnüre, die dann auch zu einem handbreiten Geflecht, den so genannten Wampumgürtel, verarbeitet wurden. Die Muscheln, aus denen Wampum hergestellt wurde, fand man auf beiden Seiten des Long-Island-Sundes, so dass die Metoac niemals allein das Monopol der Wampumherstellung besaßen. Andere Stämme wie die Lenni Lenape, Mattabesic, Niantic, Pequot und Narraganset waren ebenfalls an der Herstellung beteiligt, doch der an der Nordküste Long Islands gefertigte galt als der beste und wertvollste Wampum. Zusammengebunden und in Faden gemessen wurde Wampum auch beim Handel zwischen Indianern und Weißen zeitweilig als Zahlungsmittel anerkannt und hatte damit eine erhebliche Wertsteigerung zur Folge.

## Geschichte
Durch ihr relativ isoliertes Wohngebiet auf Long Island blieben die Metoac über lange Zeit unbehelligt von den kriegerischen Auseinandersetzungen der Stämme auf dem Festland im Norden. Ihre Dörfer waren zumeist unbefestigt, was darauf hinweist, dass sie keinen ernsthaften Bedrohungen ausgesetzt waren, obwohl sie wegen ihres schwunghaften Wampumhandels mit Sicherheit von den Nachbarn beneidet wurden. Nach dem Kontakt mit Europäern kam es jedoch zu dramatischen Veränderungen, vor allen Dingen wegen der verheerenden Epidemien zwischen 1614 und 1619, die auch die Inselbewohner nicht verschonten.

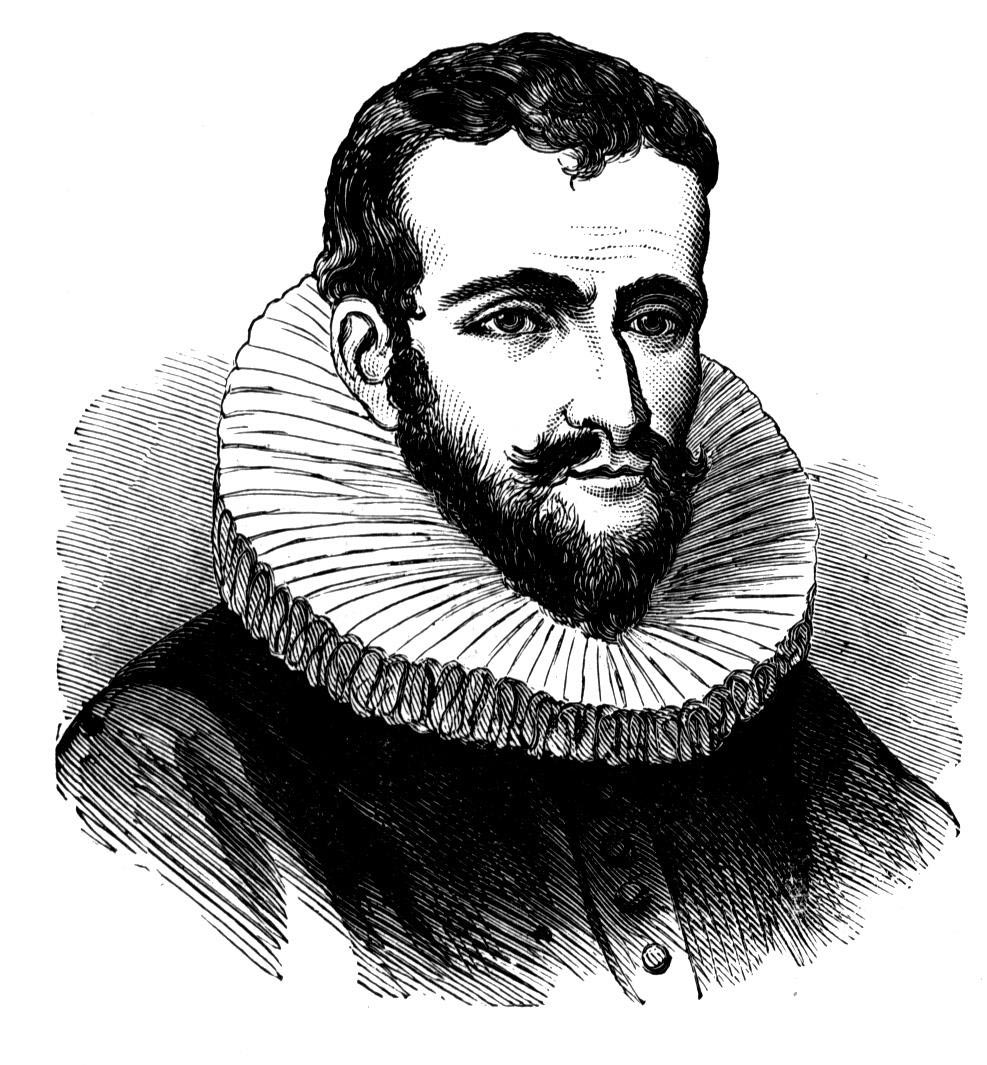
Henry Hudson aus der Cyclopaedia of Universal History von 1885.

### Der Pelzhandel
Im September 1609 drang Hudson im Dienst der holländischen Vereinigten Ostindischen Kompanie auf der Suche nach einem verkürzten Seeweg nach Ostasien in die Bucht von New York vor und nutzte den folgenden Monat zur Erforschung des Hudson (bis in die Gegend der heutigen Stadt Albany, etwa 240 Kilometer nördlich der heutigen Stadt New York). Er fand bekanntlich den verkürzten Seeweg nach Asien nicht, kehrte jedoch mit einer Ladung Pelze nach Europa zurück. Die holländischen Kaufleute erkannten den Wert des neuen Handelsgutes und bereits im folgenden Jahr fuhr das nächste holländische Schiff den Hudson River hinauf, um bei den Mahican europäische Waren gegen Pelze zu tauschen. Die Metoac waren zunächst vom Pelzhandel ausgeschlossen, da es in ihrem Wohngebiet keine Biber und entsprechend wertvolle Pelzträger gab. Aber sie hatten etwas anderes von Wert zu bieten, nämlich Wampum.

### Wampum als Zahlungsmittel
Die Europäer erkannten schon bald den Wert von Wampum als Geldersatz. Als man begann, Wampum als Zahlungsmittel für Handelsgüter zu akzeptieren, stieg dessen Wert dramatisch und wurde 1637 offizielles Zahlungsmittel in Neuengland. Die Stämme im östlichen Connecticut, die Pequot und Westlichen Niantic, hatten zwar keine Biberfelle, sie konnten jedoch Wampum herstellen, allerdings nicht annähernd so viel, um ihren Bedarf an europäischen Gütern zu decken. Die Pequot hatten eine Lösung für das Problem. Sie stiegen in ihre Kanus, fuhren über den Long-Island-Sund und überfielen einige Metoac-Dörfer. Wenig später hatten sie die Stämme an der Nordküste Long Islands unterworfen und diese gezwungen, ihnen Tribut in Form von Wampum zu zahlen. Der wachsende Bedarf an Wampum und dessen Wertsteigerung zwang die Metoac, ihre saisonalen Wanderungen aufzugeben und sich fast völlig auf das Sammeln und die Herstellung der Muschelperlen zu konzentrieren. In jedem Jahr mussten sie nun Kanu-Ladungen von Wampum über den Sund als Tribut an die Pequot liefern. Die Engländer kamen auf die Idee, selber Wampum herzustellen, indem sie Stahlbohrer für das Durchlöchern der Muschelperlen verwendeten und damit die Fertigung wesentlich beschleunigten. Die Indianer in der Region bevorzugten allerdings die handgefertigte, ungleichmäßigere Variante aus der eigenen Produktion.

### Der Pequot-Krieg und seine Folgen
Im Jahr 1636 kam es zwischen den englischen Kolonisten in Connecticut und den Pequot zum Pequot-Krieg, in dessen Verlauf die Pequot nahezu vernichtet wurden. Die Metoac waren nominell die Verbündeten der Pequot, doch es gelang ihnen, sich weitgehend aus diesem Konflikt herauszuhalten. Nachdem die Engländer und ihre Verbündeten das Pequot-Fort am Mystic River zerstört hatten, wobei 500 Bewohner den Tod fanden, verließen die übrigen Pequot ihre Dörfer und flüchteten. Gejagt von englischen Kolonisten, Narraganset- und Mohegan-Kriegern suchten viele der fliehenden Gruppen Zuflucht bei den Metoac auf Long Island. Diese fürchteten sich vor der Rache der Engländer und hatten wenig Lust, ihre früheren Unterdrücker zu beschützen. So fuhren zum Beispiel die Montauk nach Fort Saybrook an der Mündung des Connecticut Rivers und suchten dort selbst Schutz bei den Engländern. Andere Stämme Long Islands bewiesen den englischen Kolonisten ihre Loyalität, indem sie geflohene Pequot töteten und deren Köpfe nach Fort Saybrook schickten. 1638 wurde in Hartford ein Friedensvertrag unterzeichnet und einige Pequot, die frühzeitig kapituliert hatten, durften unter Aufsicht der Metoac auf Long Island siedeln. Als Gegenleistung mussten die Montauk einen jährlichen Tribut in Form von Wampum an den englischen Gouverneur von New Haven zahlen.

### Manhattan und Brooklyn
Weil nur so wenige holländische Kolonisten am westlichen Ende der Insel siedelten, wurde um 1640 einer englischen Gruppe erlaubt, sich auf holländischem Boden bei Hamstead niederzulassen. Obwohl der Handel mit den Holländern schon kurz nach 1610 begann, erfolgte die erste planmäßige holländische Besiedlung erst 1625, nachdem Peter Minuit die Insel Manhattan von den gleichnamigen Indianern für 60 niederländische Gulden in Waren gekauft hatte. Man errichtete ein Fort und eine kleine Stadt zu dessen Versorgung an der Südspitze Manhattans, die Nieuw Amsterdam (deutsch: Neu-Amsterdam) genannt wurde.

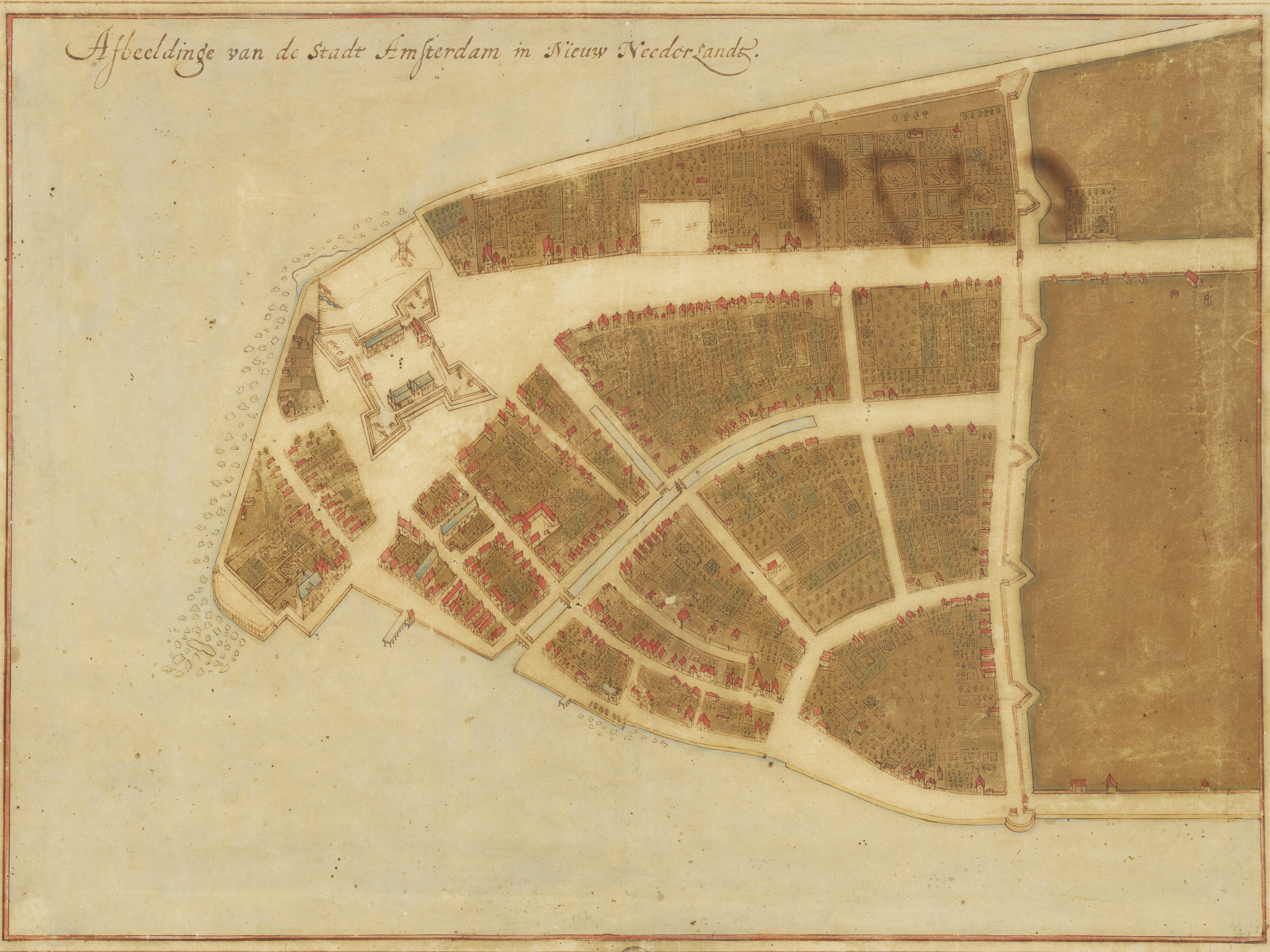
Lower Manhattan im Jahre 1660, als es ein Teil von Nieuw Amsterdam war.

Im Jahr 1635 wurde die erste niederländische Siedlung auf Long Island gegründet, die man Nieuw Amersfoort nannte. Im Laufe der Zeit änderte sich der Name in Breuckelen, dem heutigen Brooklyn. Bis 1639 gab es so wenig Holländer auf Manhattan, dass die Indianer noch auf dem Nordteil der Insel leben konnten. Im selben Jahr gab die Niederländische Westindien-Kompanie ihr Pelzhandels-Monopol auf und damit war es jedem holländischen Kolonisten erlaubt, am Handel teilzunehmen. Dieser neue Anreiz hatte zur Folge, dass die holländische Immigration nach Nieuw Nederland sprunghaft anstieg. Kurze Zeit später waren ihre Siedlungen über das gesamte Gebiet verstreut, immer mehr Indianerland wurde benötigt und es kam zu Spannungen mit den benachbarten Stämmen.

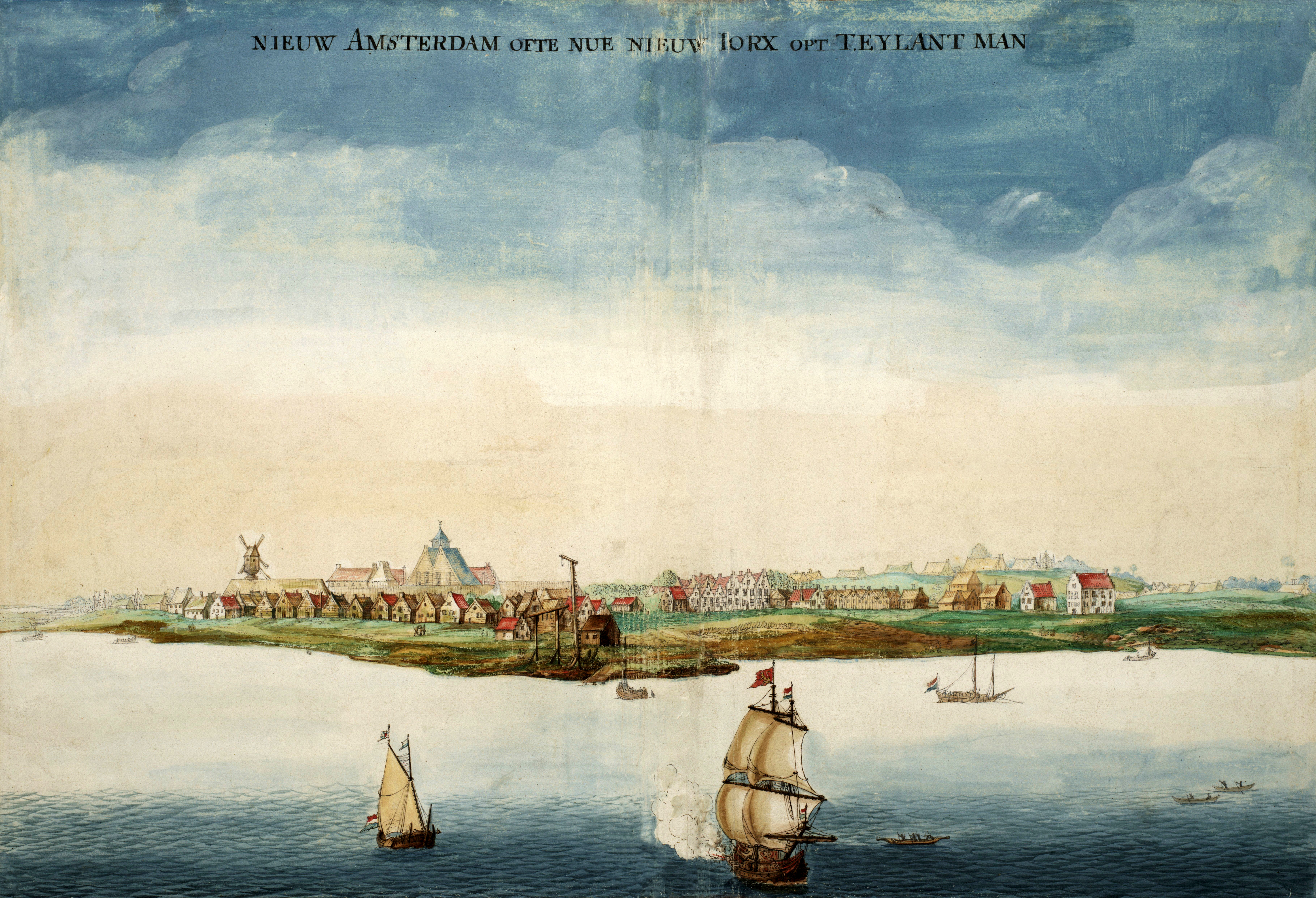
Johannes Vingboons Gemälde zeigt eine Stadtansicht aus dem Jahr, in dem Nieuw Amsterdam von den Briten erobert wurde (1664).

### Der Wappinger-Krieg
Die Spannungen verschärften sich, als der Narraganset-Sachem Miontonimo in Begleitung von 100 Kriegern im Sommer die Metoac-Dörfer besuchte, um Verbündete für einen Krieg gegen die Mohegan zu gewinnen. Gouverneur Kieft aber missdeutete Miontonimos Absichten und glaubte, ein allgemeiner Indianer-Aufstand gegen die holländischen und englischen Kolonisten würde organisiert. Er befahl deshalb einen Überraschungsangriff auf mehrere Wecquaesgeek-Dörfer, die zur Wappinger-Allianz gehörten. Diese Aktion wurde später als Pavonia-Massaker bekannt. Am 25. Februar 1643 überfielen holländische Soldaten unter Maryn Adriaensen ein friedliches Wecquaesgeek-Dorf am Corlear’s Hook bei der Siedlung Pavonia in der Nähe des heutigen Jersey City. Die Holländer töteten 110 Indianer, einschließlich Frauen und Kinder, enthaupteten sie und spielten angeblich mit den Köpfen Fußball. Dieses Massaker führte zum Ausbruch des Wappinger-Krieges (1643–1645), der auch Kieft's War genannt wird. Unterstützt von Hackensack- und Tappan-Kriegern rächten sich die überlebenden Wecquaesgeek durch Überfälle auf abgelegene holländische Farmen und Siedlungen. Die meisten holländischen Kolonisten flüchteten nun in das Fort Amsterdam, wo Willem Kieft sich auf eine längere Belagerung vorbereitete. Er schickte deshalb Truppen aus, die von den Metoac Mais mit Gewalt holen sollten. Drei Canarsee wurden dabei getötet und der Krieg erreichte nun auch die Stämme auf dem westlichen Long Island. Schließlich vereinigten sich zwanzig Stämme in der Wappinger-Konföderation im Kampf gegen die Niederländer:
- Stämme aus New Jersey: Hackensack, Haverstraw, Munsee, Navasink, Raritan und Tappan (Munsee der Lenni Lenape)
- Stämme östlich des Hudson Rivers: Wecquaesgeek, Sintsink, Kitchawank, Nochpeem, Siwanoy, Tankiteke und Wappinger
- Stämme auf Long Island: Canarsee, Manhattan, Rockaway, Matinecock, Massapequa, Secatoag und Merrick.

Historisch sowie sprachlich werden jedoch oftmals alle oben genannten Stämme aus New Jersey, östlich des Hudson Rivers (Ausnahme vielleicht: Siwanoy und Tankiteke) und auf Long Island (Ausnahme: Matinecock, Massapequa, Secatoag und Merrick – wahrscheinlich keine Munsee –, sondern Quiripi-Unquachog-Sprecher) sowie Wappinger zu den Munsee gerechnet, einer Stammes- sowie Dialektgruppe der Lenni Lenape.
Noch wäre die Situation zu retten gewesen, denn der Ratsvorsitzende David de Vries konnte im Frühjahr 1643 18 Metoac-Sachems überreden, zu einem Treffen mit Willem Kieft zu kommen. Die Metoac stimmten einer Waffenruhe zu und schickten Boten zu den Hackensack und Tappan, das Gleiche zu tun. Die Wappinger jedoch waren nicht einverstanden und die Kriegshandlungen wurden im Herbst wieder aufgenommen. Kieft sah die Gefahr, dass der Krieg auf andere Stämme übergreifen könnte, und reiste deshalb nach Fort Orange beim heutigen Albany, um einen Handels- und Freundschaftsvertrag mit den Mohawk und Mahican abzuschließen. Obwohl keiner dieser Stämme auf der Seite der Holländer in den Krieg eintrat, reichte schon die Ankündigung des Vertrages aus, um andere Stämme am Eintritt zu hindern. Trotzdem war die Lage für die Holländer kritisch. Willem Kieft bot deshalb den englischen Kolonisten in Connecticut 25.000 Gulden für die Niederschlagung des Aufstands an. Captain John Underhill griff daraufhin mit zwei Kompanien, bestehend aus 120 Freiwilligen und Mohegan-Scouts, zu Beginn des Jahres 1644 in die Kämpfe ein.
Die vereinigten holländischen und britischen Streitkräfte zogen nach Long Island, um Dörfer der Raritan, Canarsee, Merrick und Massapequa auf der westlichen Insel zu verwüsten. Weitere Angriffe erfolgten gegen Wappinger-Dörfer an der Nordküste des Long-Island-Sundes. Obwohl heute nur wenig darüber bekannt ist, war der Wappinger-Krieg einer der blutigsten und grausamsten Ausrottungskriege gegen die Indianer. Zusammen mit ihren Alliierten hatten die Wappinger über 1.600 tote Stammesangehörige zu beklagen. Sie unterzeichneten schließlich im August 1644 in Fort Orange einen Friedensvertrag. Die Wappinger und westlichen Metoac wurden Tributpflichtige der Mahican und mussten eine enorme jährliche Zahlung in Form von Wampum an die Mahican leisten. Die Mahican hatten keine eigenen Verluste zu beklagen und der Vertrag von Fort Orange versetzte sie in die Lage, den Wampum-Handel im Westen Long Islands zu kontrollieren. Die Metoac ihrerseits waren in diesem Konflikt nahezu dezimiert worden. Um die Demütigung zu erhöhen, sammelten die Mahican den fälligen Tribut nicht selbst ein, sondern schickten die Wappinger als ihre Eintreiber zu den Metoac. Das Ausbleiben von Zahlungen hatte Überfälle der Wappinger auf Metoac-Dörfer zur Folge, ohne dass die Holländer einschritten.

### Holländer und Engländer
Immer mehr Holländer und auch Engländer siedelten auf Long Island, und schon bald musste man sich über die Verteilung des Landes einigen. In einem 1650 in Hartford unterzeichneten Vertrag wurde das Land der Metoac zwischen holländischen und englischen Kolonisten aufgeteilt. Die Holländer erhielten die westliche Hälfte mit den dort lebenden Stämmen, während den Engländern die östliche Hälfte zugeteilt wurde.
Das gute Einvernehmen zwischen Holland und England endete abrupt mit dem Beginn des Ersten Englisch-Niederländischer Seekriegs (1652–1654). Unterdessen begannen die Metoac aus dem westlichen Long Island abzuwandern, um den Forderungen der Wappinger und Mahican nach Wampum zu entgehen. Einige Gruppen verließen die Insel endgültig, zogen über den Hudson River zunächst nach Staten Island und dann in das Landesinnere von New Jersey, wo sie von den Unami und Munsee-Lenape absorbiert wurden. Die meisten davon waren Rockaway, die später in den Ramapo Mountains im nordöstlichen New Jersey zu finden waren. Andere westliche Metoac wanderten nach Osten in das englische Gebiet Long Islands, wo sie wenig willkommen waren. Im Jahre 1653 überquerten die Narraganset und östlichen Niantic den Sund und unterwarfen die Montauk.
Nach 1645 wuchs die holländische Einwanderung nach Nieuw Nederland sprunghaft an und erreichte um 1660 fast 10.000 Kolonisten. Berücksichtigt man den Handel mit illegalem Brandy in Neuamsterdam, so war die gesamte Situation für einen dauerhaften Frieden nicht förderlich.

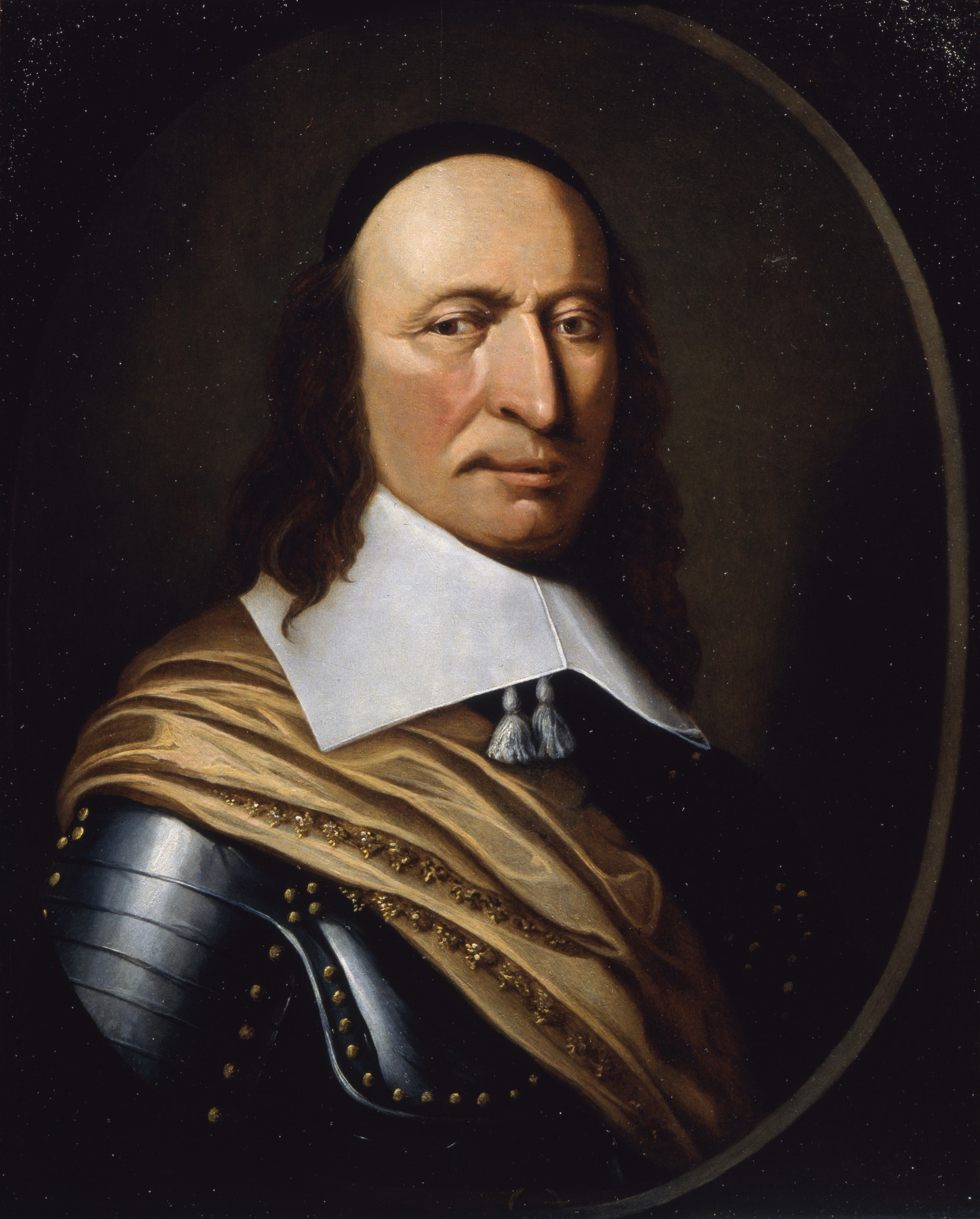
Petrus Stuyvesant, Ölgemälde eines unbekannten Künstlers, Hendrick Couturier zugeschrieben, um 1660

### Das Ende von Nieuw Nederland
Ohne Kriegserklärung segelte am 29. August 1664 ein britisches Expeditionskorps mit vier Schiffen unter dem Befehl Richard Nichols in den Hafen von Neuamsterdam ein. Am 30. August forderten die Engländer Peter Stuyvesant zur Kapitulation auf. Man versprach allen Holländern, die die Herrschaft der englischen Krone anerkennen würden, Leben, Land und Freiheit. Stuyvesant war eigentlich gewillt, die Kolonie zu verteidigen, fand aber keinen Rückhalt in der Bevölkerung und war gezwungen, den Übergabevertrag zu unterzeichnen. Der Kommandant der englischen Flotte wurde vom Stadtrat zum Gouverneur ernannt und die Stadt erhielt zu Ehren des zukünftigen Königs, des Herzogs von York, den neuen Namen New York. Die ehemalige Kolonie Nieuw Nederland wurde geteilt und es entstanden die englischen Kolonien New York und New Jersey. Der Frieden von Breda bestätigte 1667 die Übernahme; die Niederlande erhielten im Gegenzug Surinam. Außer einer kurzen Episode im Jahre 1673, in der die Holländer New York zurückeroberten, war die koloniale Herrschaft der Holländer in Nordamerika beendet.

### 18. bis 20. Jahrhundert
Um 1664 hatten die meisten Stämme im westlichen Long Island ihre Dörfer verlassen und waren an das Westufer des Hudson Rivers gezogen. Doch die wuchernden englischen Siedlungen vertrieben sie schon bald noch weiter nach Westen. Die auf Long Island gebliebenen Metoac zogen nach Osten und konzentrierten sich am Ostende der Insel in der Nähe der englischen Dörfer. Um 1666 gab es dort nur noch 500 Metoac und sie wurden aufgefordert, in eine Reservation umzuziehen, die von den Engländern im selben Jahr auf der Insel eingerichtet worden war. Die Poosepatuck-Reservation wurde vom Staat New York nach mehr als 300 Jahren anerkannt. Das verbliebene Land der Metoac ging schnell in die Hände weißer Kolonisten über, bis es 1703 weniger als 4.000 Acres (16,188 km²) waren. Ihre Bevölkerungszahl blieb weiterhin rückläufig, hauptsächlich verursacht durch Krankheiten und Alkohol-Missbrauch, und um 1788 gab es nur noch 162 Metoac auf der gesamten Insel.
Im 18. Jahrhundert verließen viele Metoac Long Island und schlossen sich Samson Occom an, einem Prediger in der New Christian Indian Town of Brothertown im Bundesstaat New York. Die Brothertown-Indianer verließen 1833 New York und zogen ins nördliche Wisconsin, wo eine größere Zahl ihrer Nachkommen heute an der Ostseite des Lake Winnebago lebt.

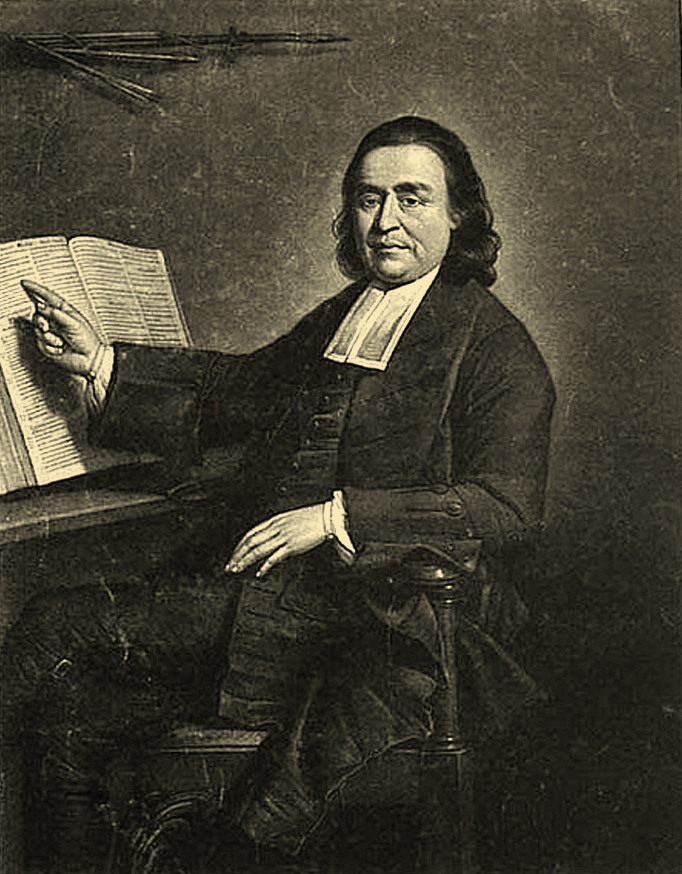
Samson Occom, Mohegan Missionar, gemalt von Mason Chamberlin (1766)

Im Jahr 1791 fand man nur drei alte Frauen, die Unquachog sprachen, und 1798 gab es nur noch sieben Personen, die Montauk sprechen konnten. 1829 waren noch 30 Montauk übrig geblieben, und der letzte erbliche Häuptling David Pharaoh starb 1875. Am Ende des 19. Jahrhunderts gab es um die 150 Shinnecock und 10 Familien von Poosepatuck, deren letzter Sachem namens Elizabeth Joe schon 1832 gestorben war.
Der Walfang, die Haupteinkommensquelle auf Long Island, wurde um 1650 kommerzialisiert. Die Walfänger waren hauptsächlich örtliche indianische Männer, aber um 1672 wurden sogar indianische Hilfskräfte aus dem südlichen Neuengland geholt. Der Walfang war ein wesentlicher Bestandteil der Wirtschaft der Long-Island-Indianer, und die meisten Männer im arbeitsfähigen Alter hatten mit diesen oder anderen seefahrenden Unternehmungen zu tun. Die Shinnecock-Rettungsbootsmannschaften waren im 19. Jahrhundert wohlbekannt, besonders durch ein Ereignis vom 31. Dezember 1876, bei dem die meisten männlichen Shinnecock ausgefahren waren, um die Ladung des vor Long Island im Wintersturm gestrandeten Schiffes Circassian zu bergen. Bei diesem Einsatz starben 28 Angehörige der Shinnecock.

### Heutige Situation
Heute gibt es auf Long Island zwei Reservate: Die Shinnecock-Reservation mit etwa 400 Bewohnern und die Poospatuck-Reservation mit 200 Unquachog-Angehörigen. Außerdem leben etwa 1.500 Metoac in der unmittelbaren Umgebung der Reservationen. In den 1930er Jahren hatte der Bundesstaat New York versucht, die Reservationen zu schließen. Das Vorhaben misslang, denn sowohl die Shinnecock als auch die Unquachog besaßen die staatliche Anerkennung (englisch: State recognition), die ihnen schon in der Kolonialzeit zuerkannt worden war. Dennoch verweigert ihnen die Regierung in Washington bis heute die bundesstaatliche Anerkennung (englisch: Federal recognition), da beide Stämme niemals einen Vertrag mit der Regierung abgeschlossen haben.
Die Shinnecock-Reservation liegt im Südosten der Insel bei der Stadt Southampton, hat eine Größe von 3,4 km² und wird von der Shinnecock Indian Nation bewohnt. Der US-Zensus aus dem Jahre 2000 wies 504 Angehörige aus, die in 179 Haushalten und 119 Familien lebten. Ein Teil der Stammesmitglieder hat sich mit Schwarzen vermischt, deshalb wird ihre indianische Abstammung angezweifelt. 50,6 % der Gesamtbevölkerung lebt unterhalb der Armutsgrenze. Die Shinnecock haben schon 1978 die bundesstaatliche Anerkennung beantragt. Sie planen den Bau eines Spielkasinos, was die Stadt Southampton jedoch verhindern will. In den letzten Jahren haben die Shinnecock Aufmerksamkeit in den USA erregt, weil sie ein größeres Golfturnier gesponsert hatten, das jährlich beim Shinnecock Country Club stattfindet. Ein Powwow wird in jedem Jahr am ersten Wochenende im September (Labor Day) abgehalten.
Die schon 1666 eingerichtete Poospatuck-Reservation liegt an der Südküste Long Islands zwischen den Orten Mastic und Mastic Beach und ist 0,2 km² groß. Der US-Zensus aus dem Jahre 2000 wies 271 Angehörige aus, die in 93 Haushalten und 67 Familien lebten. Auch hier hat sich ein Teil der Bewohner mit Schwarzen vermischt und 36,6 % der Gesamtbevölkerung lebt unterhalb der Armutsgrenze. Am zweiten Wochenende im Juni wird alljährlich das Fest des Erdbeermonats (englisch: Feast of the Strawberry Moon) gefeiert.